# Rasmus Asplund
Rasmus Asplund, född den 3 december 1997 i Filipstad, är en svensk ishockeyspelare som spelar för Charlotte Checkers i American Hockey League (AHL) och är kontrakterad till Florida Panthers i National Hockey League (NHL).
Han har tidigare spelat för Färjestad BK i SHL.

## Klubblagskarriär

### SHL

#### Färjestad BK
Han gjorde SHL-debut för Färjestad BK säsongen 2014/2015. 

### NHL

#### Buffalo Sabres
Asplund valdes i andra rundan som 33:e spelare totalt av Buffalo Sabres i NHL Entry Draft 2016.
Den 23 maj 2018 skrev han på ett treårigt entry-level kontrakt med Sabres värt ca. 2,3 miljoner dollar.

## Statistik

### Klubbkarriär
| 2013–14    | Färjestad BK        | J20        | 38  | 7  | 7  | 14 | 12 | 4  | 1 | 0 | 1 | 0 |
| 2014–15    | Färjestad BK        | J20        | 19  | 8  | 17 | 25 | 14 | 6  | 3 | 4 | 7 | 0 |
| 2014–15    | Färjestad BK        | SHL        | 35  | 2  | 1  | 3  | 4  | 3  | 0 | 0 | 0 | 0 |
| 2015–16    | Färjestad BK        | SHL        | 46  | 4  | 8  | 12 | 16 | 3  | 0 | 0 | 0 | 0 |
| 2016–17    | Färjestad BK        | SHL        | 39  | 6  | 13 | 19 | 10 | 5  | 0 | 3 | 3 | 0 |
| 2017–18    | Färjestad BK        | SHL        | 50  | 8  | 20 | 28 | 20 | 6  | 0 | 0 | 0 | 6 |
| 2018–19    | Rochester Americans | AHL        | 75  | 10 | 31 | 41 | 26 | 3  | 0 | 0 | 0 | 0 |
| 2019–20    | Rochester Americans | AHL        | 33  | 3  | 16 | 19 | 2  | —  | — | — | — | — |
| 2019–20    | Buffalo Sabres      | NHL        | 29  | 1  | 2  | 3  | 6  | —  | — | — | — | — |
| 2020–21    | Västerås IK         | Allsv      | 14  | 4  | 5  | 9  | 6  | —  | — | — | — | — |
| 2020–21    | Buffalo Sabres      | NHL        | 28  | 7  | 4  | 11 | 0  | —  | — | — | — | — |
| 2020–21    | Rochester Americans | AHL        | 3   | 0  | 2  | 2  | 0  | —  | — | — | — | — |
| 2021–22    | Buffalo Sabres      | NHL        | 80  | 8  | 19 | 27 | 10 | —  | — | — | — | — |
| 2022–23    | Buffalo Sabres      | NHL        | 27  | 2  | 6  | 8  | 0  | —  | — | — | — | — |
| 2022–23    | Nashville Predators | NHL        | 19  | 0  | 0  | 0  | 4  | —  | — | — | — | — |
| 2023–24    | Charlotte Checkers  | AHL        | 67  | 9  | 35 | 44 | 22 | 3  | 1 | 0 | 1 | 4 |
| SHL totalt | SHL totalt          | SHL totalt | 170 | 20 | 42 | 62 | 50 | 17 | 0 | 3 | 3 | 6 |
| NHL totalt | NHL totalt          | NHL totalt | 183 | 18 | 31 | 49 | 20 | —  | — | — | — | — |

### Internationellt
| År            | Lag           | Turnering     | Resultat      |    | Matcher | Mål | Assist | Poäng | Utv |
| ------------- | ------------- | ------------- | ------------- | -- | ------- | --- | ------ | ----- | --- |
| 2014          | Sverige       | U17           | 6:a           | 5  | 1       | 1   | 2      | 0     |     |
| 2014          | Sverige       | IH18          | 4:a           | 5  | 2       | 1   | 3      | 4     |     |
| 2015          | Sverige       | U18           | 8:a           | 5  | 2       | 3   | 5      | 8     |     |
| 2016          | Sverige       | JVM           | 4:a           | 7  | 3       | 2   | 5      | 6     |     |
| 2017          | Sverige       | JVM           | 4:a           | 7  | 1       | 6   | 7      | 0     |     |
| 2022          | Sverige       | VM            | 6:a           | 8  | 6       | 0   | 6      | 2     |     |
| Junior totalt | Junior totalt | Junior totalt | Junior totalt | 29 | 9       | 13  | 22     | 18    |     |
| Senior totalt | Senior totalt | Senior totalt | Senior totalt | 8  | 6       | 0   | 6      | 2     |     |